# جزيرة كرين
جزيرة كرين هي إحدى الجزر الواقعة في الخليج العربي، وتتبع المنطقة الشرقية السعودية. تبعد حوالي 60 كم شمال شرق عن مدينة الجبيل (Fig. 1). يبلغ طول الجزيرة حوالي 2100 متر.ميل بحري.وأقصى عرض لها 640 مترو .الجزيرة عبارة عن شعاب مرجانية تتشكل أساساً من الكالسايت والأراجونايت. وتغطي الجزيرة بواسطة حبيبات رملية كربوناتية متوسطة إلى خشنة هيكلية وغير هيكلية ذات أصل بحري. ان التركيب المعدني والكيميائي لرواسب جزر كاران أثبت أن أصلها من الشعاب المرجانية الكامنة وتتكون من شظايا القشرة الأرضية وشظايا القشرة الصدفية.وتكثر فيها الطحالب الحمراء والخضراء.
وايضا استضافة هذي الجزيرة تدريبات مشتركة بين القوات الأمريكية والسعودية البحرية وتجري عمليات على سطح السفينة، ومسح الشواطئ تحت الماء، ودوريات بحرية ووتخطط الوحدات الأمريكية والسعودية أيضا لإنشاء نقطة تسلح وتزويد بالوقود بالمنطقة 